# Bathyphantes lennoxensis
Bathyphantes lennoxensis är en spindelart som beskrevs av Simon 1902. Bathyphantes lennoxensis ingår i släktet Bathyphantes och familjen täckvävarspindlar. Inga underarter finns listade.